# 맥마스터카
맥마스터카(영어: McMaster-Carr)는 산업 및 상업용 설비에 필요한 부품 유통 업체로 익일 배송에 강점을 보인다. 기계, 전자, 배관 등의 분야에 걸쳐 55만가지 이상의 다양한 물품을 취급한다.
본사는 일리노이주 엘름허스트에 있고 뉴저지주 로빈스빌, 캘리포니아주 산타페 스프링스, 조지아주 애틀랜타, 오하이오주 클리블랜드에 별도의 배송 센터가 있다.

## 카탈로그
맥마스터카는 취급 물품 대부분을 담은 두꺼운 노란색 카탈로그북을 매년 펴낸다. 한정판으로 출간하는 인쇄본은 단골 고객에만 발송하는 것으로 알려져있다.

## 온라인

### 웹사이트
맥마스터카의 웹사이트는 대량의 링크를 포함하면서도 사용자 인터페이스가 훌륭한 모범 사례로 꼽힌다. 55만가지 이상의 품목을 취급함에도, 고객들이 원하는 물품 그룹으로 바로 진입하여 그룹 내의 비슷한 부품을 비교해보기가 편리하게 설계되어있다. 디자인 팁이나 물질별 특징에 대한 설명도 많을 뿐 아니라 검색 엔진도 잘 갖춰져 있다.
2002년 스탠포드 대학의 웹사이트 신뢰도 조사에서 아마존과 반스 & 노블의 뒤를 이어 3위를 차지했다. 해당 연구의 저자는 결론에서 "3등 수상자가 놀라웠다. 맥마스터카는 상위권을 차지한 타 회사에 비하면 별로 알려지지 않은 업체다. 이들은 공공 캠페인이나 브랜드 유명세 등에 기대지 않고 온전히 스스로의 힘으로 사이트의 신뢰도를 구축했다"고 기술했다.

### 휴대폰 앱
2013년에 아이패드용 앱을 출시했으며 2014년 3월에는 안드로이드 타블렛 앱도 출시했다.

## 같이 보기
- Amazon Supply
- Fastenal
- MISUMI USA
- MSC Industrial Direct
- Reid Supply Company
- W.W. Grainger
- Global Industrial